# Josif Fadenhecht
Josif Maksimow Fadenhecht (bułg. Йосиф Максимов Фаденхехт; ur. 24 listopada 1873 w Erzurum, zm. 27 października 1953 w Sofii) – bułgarski polityk i prawnik pochodzenia żydowskiego, minister sprawiedliwości (1918), deputowany do Zwyczajnego Zgromadzenia Narodowego 16. (1913), 17. (1914-1919), 19. (1920-1923), 21. (1923–1927) i 22. (1927-1931) kadencji.

## Życiorys
Urodził się w Erzurum, w rodzinie sefardyjskich Żydów. Ojciec Josifa, Meir pracował w Erzurum jako lekarz wojskowy armii osmańskiej. Po przeniesieniu się rodziny Fadenhechtów do Sofii, młody Josif  ukończył gimnazjum, a w 1892 rozpoczął studia prawnicze na Uniwersytecie w Lipsku, które w 1897 ukończył doktoratem. Specjalizację odbywał na Uniwersytecie Bolońskim i Uniwersytecie Turyńskim, a po powrocie do kraju rozpoczął wykłady na uniwersytecie sofijskim. W latach 1903–1904 był dziekanem Wydziału Prawa US. Pracował także jako adwokat w Sofii. Od lat 30. był członkiem Bułgarskiej Akademii Nauk.

## Działalność polityczna
W 1911 wstąpił do Partii Radykalno-Demokratycznej i reprezentował tę partię w Zgromadzeniu Narodowym. W 1918 objął stanowisko ministra sprawiedliwości w gabinecie Aleksandra Malinowa, funkcję tę pełnił przez cztery miesiące. W 1920 powrócił do pracy naukowej na Wolnym Uniwersytecie w Sofii, zasiadał także w radzie miejskiej Sofii. Po 1923 związał się z Porozumieniem Demokratycznym. W latach 1931–1939 pełnił funkcję przewodniczącego Związku Bułgarskich Prawników. Po przejęciu władzy przez komunistów występował jako obrońca w procesach politycznych. Zmarł w 1953 w Sofii.
Był żonaty (żona Bonka z d. Simowa), miał dwoje dzieci.